# Danh sách quân trường Việt Nam Cộng hòa
Danh sách Trường Đào tạo Quân sự và Trung tâm Huấn luyện Quân sự của Việt Nam Cộng hòa:
| Stt | Tên Trường Trung tâm Huấn luyện            | Biểu trưng | Khẩu hiệu                | Thời gian tồn tại | Hệ cấp,Trực thuộc, Mục đích |
| --- | ------------------------------------------ | ---------- | ------------------------ | ----------------- | --- |
| 1   | Cao đẳng Quốc phòng                        |            | An bang tế thế           | 1968 1975         | -Cao học (Vị trí: Sài Gòn) -Bộ Quốc phòng. -Đào tạo bổ túc và bồi dưỡng nghiệp vụ về phương diện quân sự và hành chính cho sĩ quan từ cấp Trung tá trở lên. |
| 2   | Chỉ huy và Tham mưu                        |            | Chỉnh binh thao lược     | 1964 1975         | -Đại học (Vị trí: Long Bình, Biên Hòa) -Tổng cục Quân huấn. -Đào tạo bổ túc và bồi dưỡng nghiệp vụ về phương diện chỉ huy và tham mưu cho sĩ quan các cấp. |
| 3   | Chiến tranh Chính trị                      |            | Trí-Nhân-Dũng-Thành      | 1966 1975         | -Đại học (Vị trí: Đà Lạt) -Tổng cục Quân huấn. -Đào tạo về phương diện chiến tranh chính trị cho sĩ quan sau khi rời trường Võ bị, Võ khoa để trở thành những cán bộ Tuyên vận. |
| 4   | Võ bị Quốc gia                             |            | Tự thắng để chỉ huy      | 1948 1975         | -Đại học (Vị trí: Đà Lạt) -Tổng cục Quân huấn. -Huấn luyện và đào tạo sĩ quan hiện dịch để trở thành quân nhân chuyên nghiệp. |
| 5   | Võ khoa Thủ Đức                            |            | Cư an tư nguy            | 1951 1975         | -Cao đẳng (Vị trí: Thủ Đức, Gia Định) -Tổng cục Quân huấn. -Huấn luyện và đào tạo sĩ quan trừ bị. |
| 6   | Hạ sĩ quan Đồng Đế                         |            | Luyện tập để thắng       | 1957 1975         | -Cao đẳng và Trung cấp (Vị trí: Nha Trang) -Tổng cục Quân huấn. -Huấn luyện và đào tạo sĩ quan, hạ sĩ quan hiện dịch, trừ bị và đặc biệt. |
| 7   | Chỉ huy và Tham mưu Không quân             |            | Tổ quốc-Không gian       | 1970 1975         | -Cấp cơ sở (Vị trí: Nha Trang) -Tổng cục Quân huấn -Huấn luyện bổ túc về phương diện chỉ huy và tham mưu cho sĩ quan Không quân. |
| 8   | Thiếu sinh quân                            |            | Nhân-Trí-Dũng            | 1956 1975         | -Học đường Quân sự (Vị trí: Vũng Tàu) -Tổng cục Quân huấn. -Giáo dục Văn hóa Phổ thông và Huấn luyện căn bản quân sự dự bị cho nam thiếu niên để sau trở thành quân nhân chuyên nghiệp. |
| 9   | Nữ quân nhân                               |            | Phụng sự-Danh dự         | 1965 1975         | -Cao đẳng, Trung và Sơ cấp (Vị trí: Gia Định) -Tổng cục Quân huấn. -Huấn luyện và đào tạo nữ quân nhân các cấp: sĩ quan, hạ sĩ quan và nữ điều dưỡng. |
| 10  | Tổng quản trị                              | ?          | Danh dự-Trách nhiệm      | 1960 1975         | -Cấp cơ sở (Vị trí: Gia Định) -Tổng cục Quân huấn. -Huấn luyện và đào tạo nghiệp vụ chuyên môn về phương diện Quản trị nhân viên và Quản lý nhân sự cho các cấp sĩ quan, hạ sĩ quan. |
| 11  | Sinh ngữ Quân đội                          |            | ?                        | ?                 | -Cấp cơ sở (Vị trí: Sài Gòn) -Tổng cục Quân huấn. -Hướng dẫn, rèn luyện và trau dồi ngoại ngữ cho quân nhân các cấp. |
| 12  | Thiết giáp-Kỵ binh                         |            | Rèn luyện để chiến thắng | 1957 1975         | -Cấp cơ sở (Vị trí: Thủ Đức, Gia Định) -Tổng cục Quân huấn. -Huấn luyện về chuyên môn cho quân nhân các cấp thuộc Binh chủng Thiết giáp. |
| 13  | Trường Tiếp vận                            | ?          | ?                        | ?                 | -Cấp cơ sở (Vị trí: Gia Định) -Tổng cục Quân huấn. -Huấn luyện nhiều lãnh vực chuyên môn trong ngành Tiếp vận. |
| 14  | Trường Quân y                              |            | Quên mình-Cứu người      | 1951 1975         | -Cấp cơ sở (Vị trí: Gia Định) -Tổng cục Quân huấn. -Huấn luyện và đào tạo Y sĩ, Trợ y và Y tá quân đội. |
| 15  | Trường Truyền tin                          | ?          | Mau chóng-Bảo đảm        | 1965 1975         | -Cấp cơ sở (Vị trí: Vũng Tàu) -Tổng cục Quân huấn. -Huấn luyện chuyên môn cho quân nhân các cấp thuộc Binh chủng Truyền tin. |
| 16  | Trường Công binh                           |            | Cứu quốc-Kiến quốc       | ?                 | -Cấp cơ sở (Vị trí: Bình Dương) -Tổng cục Quân huấn. -Huấn luyện chuyên môn cho các cấp thuộc Binh chủng Công Binh. |
| 17  | Trường Pháo binh                           |            | Sấm sét-Chính xác        | 1961 1975         | -Cấp cơ sở (Vị trí: Ninh Hòa, Khánh Hòa) -Tổng cục Quân huấn. -Huấn luyện chuyên môn cho quân nhân các cấp thuộc Binh chủng Pháo binh. |
| 18  | Trường Quân cảnh                           |            | Kỷ luật-Nghiêm minh      | 1966 1975         | -Cấp cơ sở (Vị trí: Gia Định) -Tổng cục Quân huấn. -Huấn luyện và đào tạo ngành Cảnh sát Quân đội. |
| 19  | Trung tâm Huấn luyện Chiến tranh Chính trị |            | Trí-Nhân-Dũng-Thành      | 1956 1975         | -Cấp cơ sở (Vị trí: Sài Gòn). -Tổng cục Quân huấn. -Huấn luyện và đào tạo cán bộ Tâm lý chiến. |
| 20  | Trung tâm Huấn luyện Không quân            |            | Tổ quốc-Không gian       | 1951 1975         | -Cao đẳng, Trung và Sơ cấp (Vị trí: Nha Trang) -Tổng cục Quân huấn. -Huấn luyện và đào tạo chuyên ngành cho sĩ quan, hạ sĩ quan và binh sĩ thuộc Quân chủng Không quân. |
| 21  | Trung tâm Huấn luyện Tổng hợp Hải quân     |            | Tổ quốc-Đại dương        | 1952 1975         | -Cao đẳng (Vị trí: Nha Trang) -Tổng cục Quân huấn. -Huấn luyện và đào tạo sĩ quan Hải quân. |
| 22  | Trung tâm Huấn luyện Hải quân Cam Ranh     | ?          | Tổ quốc-Đại dương        | 1952 1975         | -Cấp cơ sở (Vị trí: Cam Ranh, Khánh Hòa) -Tổng cục Quân huấn. -Huấn luyện và đào tạo hạ sĩ quan và thủy thủ Hải quân. |
| 23  | Trung tâm Huấn luyện Hải quân Sài Gòn      | ?          | Tổ quốc-Đại dương        | 1952 1975         | -Cấp cơ sở (Vị trí: Sài Gòn) -Tổng cục Quân huấn. -Huấn luyện bổ túc về phương diện chỉ huy và tham mưu cho sĩ quan Hải quân. |
| 24  | Trung tâm Huấn luyện Người nhái Hải quân   | ?          | Tổ quốc-Đại dương        | ?                 | -Cấp Cơ sở (Vị trí: Nha Trang) -Tổng cục Quân huấn. -Huấn luyện đặc biệt cho sĩ quan, hạ sĩ quan và thủy thủ Hải quân. |
| 25  | Trung tâm Huấn luyện Tuần giang Hải quân   | ?          | Tổ quốc-Đại dương        | 1952 1975         | -Cấp cơ sở (Vị trí: Nhà Bè, Gia Định) -Tổng cục Quân huấn. -Huấn luyện và đào tạo Quân cảnh và Giang cảnh Hải quân. |
| 26  | Quân trường Quang Trung                    |            | Luyện tập để chiến thắng | 1953 1975         | -Cấp cơ sở (Vị trí: Hốc Môn, Gia Định). -Tổng cục Quân huấn. -Huấn luyện và đào tạo quân nhân bộ binh cấp hạ sĩ quan và binh sĩ cho Quân khu 3. |
| 27  | Quân trường Lam Sơn                        | ?          | Quyết chiến-Quyết thắng  | 1961 1975         | -Cấp cơ sở (Vị trí: Ninh Hòa, Khánh Hòa). -Tổng cục Quân huấn. -Huấn luyện và đào tạo quân nhân bộ binh cấp hạ sĩ quan và binh sĩ cho Quân khu 2. |
| 28  | Quân trường Đống Đa                        | ?          | ?                        | ?                 | -Cấp cơ sở (Vị trí: Thừa Thiên). -Tổng cục Quân huấn. -Huấn luyện và đào tạo quân nhân bộ binh cấp hạ sĩ quan và binh sĩ cho Quân khu 1. |
| 29  | Quân trường Chi Lăng                       | ?          | ?                        | ?                 | -Cấp cơ sở (Vị trí: An Giang) -Tổng cục Quân huấn. -Huấn luyện và đào tạo quân nhân bộ binh cấp hạ sĩ quan và binh sĩ cho Quân khu 4. |
| 30  | Quân trường Vạn Kiếp                       |            | ?                        | 1962 1975         | -Cấp cơ sở (Vị trí: Bà Rịa, Phước Tuy). -Tổng cục Quân huấn. -Huấn luyện căn bản quân sự cho cấp binh sĩ thuộc Quân khu 3, đồng thời huấn luyện bổ túc chuyên môn cho các cấp sĩ quan, hạ sĩ quan và binh sĩ trở thành quân nhân Viễn thám. |
| 31  | Quân trường Vương Mộng Hồng                |            | Nhảy dù cố gắng          | 1954 1975         | -Cấp cơ sở (Vị trí: Gia Định) -Tổng cục Quân huấn. -Huấn luyện và đào tạo căn bản Binh chủng cấp binh sĩ, đồng thời huấn luyện bổ túc căn cho sĩ quan, hạ sĩ quan tốt nghiệp từ các trường Võ bị, Võ khoa, Đồng Đế được tuyển vào Binh chủng. |
| 32  | Quân trường Rừng Cấm                       |            | Mạnh như sóng thần       | 1954 1975         | -Cấp cơ sở (Vị trí: Thủ Đức, Gia Định) -Tổng cục Quân huấn. -Huấn luyện và đào tạo căn bản Binh chủng cấp binh sĩ, đồng thời huấn luyện căn bản cho sĩ quan, hạ sĩ quan tốt nghiệp từ các trường Võ bị, Võ khoa, Đồng Đế được tuyển vào Binh chủng. |
| 33  | Quân trường Dục Mỹ                         |            | Vì dân quyết chiến       | 1961 1975         | -Cấp cơ sở (Vị trí: Ninh Hòa, Khánh Hòa) -Tổng cục Quân huấn. -Huấn luyện và đào tạo căn bản Binh chủng cấp binh sĩ. Huấn luyện khóa "Rừng núi sình lầy" cho cấp sĩ quan, hạ sĩ quan được tuyển vào Binh chủng. Huấn luyện bổ túc về quân sự, chiến thuật và bổ sung quân số cho các đơn vị Biệt động quân cấp Đại đội, Tiểu đoàn. (Có một thời kỳ đã từng huấn luyện bổ túc quân sự, chiến thuật, phương diện chỉ huy cho sĩ quan cấp uý và cấp tá từ các đơn vị bộ binh và binh chủng khác). |
| 34  | Quân trường Hòa Cầm Quân khu 1             | ?          | ?                        | ?                 | -Cấp cơ sở (Vị trí: Đà Nẵng). -Tổng cục Quân huấn. -Huấn luyện và đào tạo quân nhân địa phương cấp binh sĩ các Tiểu khu thuộc Quân khu 1 và huấn luyện bổ túc cho các đơn vị chủ lực trực của Quân khu. |
| 35  | Quân trường Trường Sơn Quân khu 2          | ?          | ?                        | ?                 | -Cấp cơ sở (Vị trí: Pleiku). -Tổng cục Quân huấn. -Huấn luyện và đào tạo quân nhân địa phương cấp binh sĩ các Tiểu khu thuộc vùng cao nguyên của Quân khu 2. |
| 36  | Quân trường Phù Cát Quân khu 2             | ?          | ?                        | ?                 | -Cấp cơ sở (Vị trí: Phù Cát, Bình Định). -Tổng cục Quân huấn. -Huấn luyện và đào tạo quân nhân địa phương cấp binh sĩ các Tiểu khu phía băc duyên hải thuộc Quân khu 2 và huấn luyện bổ túc cho các đơn vị chủ lực trực của Quân khu. |
| 37  | Quân trường Sông Mao Quân khu 2            | ?          | ?                        | ?                 | -Cấp cơ sở (Vị trí: Bình Thuận). -Tổng cục Quân huấn. -Nguyên là Trung tâm Huấn luyện Biệt động quân. Sau là cơ sở huấn luyện và đào tạo quân nhân địa phương cấp binh sĩ các Tiểu khu phía nam duyên hải thuộc Quân khu 2. |
| 38  | Quân trường Cao Lãnh Quân khu 4            | ?          | ?                        | ?                 | -Cấp cơ sở (Vị trí: Kiến Phong). -Tổng cục Quân huấn. -Huấn luyện và đào tạo quân nhân địa phương cấp binh sĩ các Tiểu khu thuộc Quân khu 4 và huấn luyện bổ túc cho các đơn vị chủ lực của Quân khu. |
| 39  | Quân trường Thất Sơn Quân khu 4            | ?          | ?                        | ?                 | -Cấp cơ sở (Vị trí: Châu Đốc). -Tổng cục Quân huấn. -Huấn luyện và đào tạo quân nhân địa phương cấp binh sĩ các Tiểu khu thuộc Quân khu 4. |
| 40  | Trung tâm Huấn luyện Quân khuyển           |            | Tiên phong hướng đạo     | 1966 1975         | -Cấp cơ sở (Vị trí: Gia Định) -Tổng cục Quân huấn. -Huấn luyện và đào tạo quân khuyển. |